# Michal Antonín Kotler

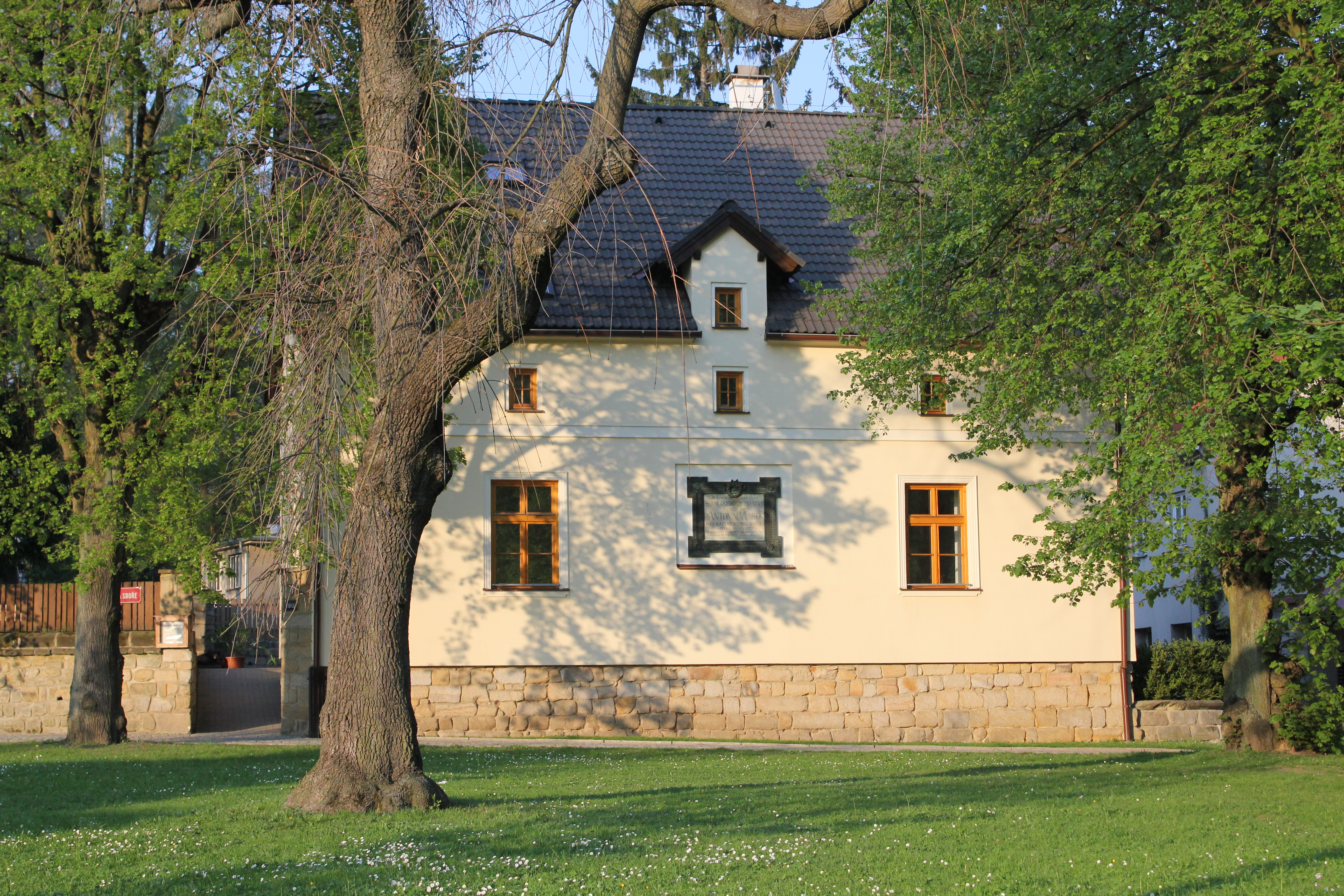
Rodný dům Antonína Marka, Františka Marka a Michala Kotlera v Turnově

Michal Antonín Kotler (29. září 1800 Turnov – 18. listopadu 1879 tamtéž) byl český podnikatel – obchodník s drahokamy. V letech 1829–1842 podnikl několik obchodních cest do Ruska, o nichž podal zprávu v Časopise Českého musea.

## Život

### Mládí a studium
Narodil se 29. září 1800 v Turnově, v domě označovaném „Na sboře“ (podle někdejší modlitebny českých bratří), jako nejstarší ze čtrnácti dětí řezníka Jana Kotlera. Měl velmi přísnou domácí výchovu, aby dával dobrý příklad mladším sourozencům. Navštěvoval německou školu v rodném městě. Když mu bylo čtrnáct let, zajistil mu strýc Antonín Marek přímluvou u Josefa Jungmanna, aby byl přijat na gymnázium v Litoměřicích.
Po maturitě začal studovat na pražské univerzitě, ale brzy byl po neúspěchu u několika zkoušek vyloučen. Odjel do Vídně, kde vstoupil do řádu kapucínů s cílem vystudovat na kněze; tuhé poměry v klášteře, nesrovnatelné se svobodou na pražské univerzitě, ho ale znechutily tak, že už po deseti dnech odešel. Prakticky bez peněz vyrazil pěšky zpět do Prahy. Neúspěšné zkoušky mu ale na univerzitě nedovolili opakovat, a tak mu nezbylo než se vrátit domů.
Získal místo praktikanta v hospodářském dvoře ve Svijanech, kde pracoval spolu s pozdějším revolucionářem Emanuelem Arnoldem. Práce ho příliš neuspokojovala, neměl velké vyhlídky do budoucna a rolníci jej po straně pomlouvali, že utekl od oltáře, aby se mohl stát „karabáčníkem“. Nakonec toto místo opustil a odjel do Josefova, kde chtěl vstoupit do armády. Důstojník jej ale odmítl, protože nepředložil souhlas rodičů. Kotler se musel znovu vrátit do Turnova, kde pomáhal v rodinném podniku, pracoval jako písař na úřadech a hrál amatérské divadlo.

### Obchod s drahokamy a cesty do Ruska
V květnu 1829 mu strýc František Marek, obchodník s drahokamy, nabídl účast na obchodní cestě do Ruska. Společně se vydali přes Žitavu, Berlín a Štětín k Baltskému moři. Tam nastoupili na loď, odpluli do Petrohradu a po zemi se dopravili do Moskvy. Po příjezdu strýc onemocněl a Kotler musel většinu obchodů obstarávat sám, přičemž mu pomáhal místní vzdělaný ruský podnikatel, se kterým se tam seznámil. Z Moskvy se Kotler se strýcem vraceli přes Smolensk a Varšavu. Na hranicích Polského království (tehdy autonomního regionu Ruska) se setkali s projevem rusko-polské nevraživosti — polští úředníci jim zabavili zbylé zboží jako neproclené, ačkoli ruské clo již dávno zaplatili. Po dlouhém vyjednávání nakonec zboží získali zpět na polsko-pruské hranici. Cestu po souši absolvovali většinou pěšky, domů se dostali v lednu 1830.
Protože Marek nezaplatil Kotlerovi podíl na zisku výpravy, rozhodl se Kotler odjet na další cestu s jiným turnovským obchodníkem, V. Vejrychgem. Zažili velkou bouři na Baltském moři, dojeli do Moskvy a Nižního Novgorodu. Tam je zastihla epidemie cholery; Kotler na sobě také pocítil její příznaky, ale vyléčil se. Roku 1830 rovněž propuklo listopadové povstání v Polsku. Oba obchodníci pociťovali v Rusku jeho ohlas — Rusové si připomínali polský vpád ze 17. století a přirovnávali Poláky k marnotratným a nevděčným „ztraceným synům Slovanstva“. Kotler se seznámil mimo jiné s panem Follendorfem, významným služebníkem u carského dvora. Roku 1832 se vydal do nynějšího Finska, ale po obchodním neúspěchu v Helsinkách se vrátil do Petrohradu. Následujícího roku odjel s tatarskými kupci do Kyjeva. Na cestě mu omrzly nohy, obával se amputace, ale po třech týdnech se vyléčil. Chtěl se podívat i do Cařihradu, ale kvůli válce se těchto plánů vzdal. Přes Halič a Lipsko se vrátil do Turnova.
Roku 1833 se v Turnově zasnoubil s příbuznou svého obchodního partnera Vejrycha. Aby zajistil rodinu, rozhodl se do budoucna obchodovat na vlastní účet. Na jaře 1834 znovu odjel do Ruska. Jeho podniku se dařilo — objednával zboží z Paříže, Marseille, Neapole i z Německa a prodával na ruském trhu. Přitom ho potkalo neuvěřitelné štěstí — carevna Alexandra Fjodorovna si oblíbila české granáty a carský dvůr měl zájem o velké nákupy. Kotler se o tom dověděl od Follendorfa. Ihned začal skupovat na Turnovsku granáty a prodávat je. Do Čech naopak dovážel lněné semeno, které se setkalo s velkým úspěchem u rolníků.
Roku 1841 odcestoval na Sibiř s ruským obchodníkem Grigorijem Permykinem. Ten ale neplnil své závazky a pro Kotlera skončil tento poslední podnik ztrátou.

### Další život
Po návratu z poslední výpravy do Ruska se Kotler věnoval domácímu hospodářství. V letech 1842–3 popsal své cesty v Musejníku (Časopis Českého musea). Jeho synové později odešli studovat na pražské školy a on se odstěhoval za nimi. Krátce pracoval v Českém muzeu jako čestný dozorce muzejních sbírek. V Praze ho zastihla revoluce r. 1848. Stal se členem Svornosti (ozbrojené měšťanské gardy) a za účast na povstání byl krátce vězněn. Po návratu do Turnova zřizoval Národní obranu a Slovanskou lípu, byl také zvolen za zemského poslance.
Roku 1849 se mu začal zhoršovat zrak, v roce 1855 už nemohl číst a brzy zcela oslepl. Se svým osudem se smířil, volný čas věnoval hudbě. Zemřel 18. listopadu 1879.

## Odkaz a význam
U svých současníků požíval Kotler velké vážnosti a důvěry. Jeho deníkové zápisky z cest do byly realistické, popisovaly Rusko bez příkras a můžeme je považovat za předchůdce Havlíčkových Obrazů z Rus. Kotler ale neměl na rozdíl od Havlíčka velký literární talent, a proto po čase upadly do zapomnění.
V září 1888 byla na jeho rodném domě umístěna pamětní deska strýce Antonína Marka, která zmiňovala i Michala Kotlera a strýce Františka Marka (všichni tři se narodili ve stejné budově).